# کاداماخی
کاداماخی (به لاتین: Kaddamakhi) یک منطقهٔ مسکونی در روسیه است که در شهرستان آگولسکی واقع شده‌است.